# 最上直家
最上直家（？—应永17年1410年2月9日）日本南北朝時代末期至室町时代前期武将，出羽国最上氏第二代当主。山形城城主，官位是左京大夫。父亲为最上氏始祖斯波兼赖（又称最上兼赖）。妻子为伊达宗远的女儿，儿子则有最上满直、天童赖直、黑川氏直、高櫛义直、蟹泽兼直和成泽兼义。
最上直家是斯波兼赖的嫡男，永和元年1375年兼赖继承了最上氏家督成为第二代当主。最上直家曾经在应永三年1396年到达小白川天满神社（北野天满宫）参拜菅原道真。至德元年1384年却有记载最上直家创建至德寺。应永十七年1410年，最上直家病逝并埋葬于山形县山形市山家本町的金胜寺。

## 资料参考
- 《山形市神社志》
- 《山形市史》